# SkyShowtime
SkyShowtime is een OTT-streamingdienst van Comcast en Paramount Global. De dienst lanceerde op 25 oktober 2022 in Nederland.
SkyShowtime dient als het Europese alternatief voor de al langer bestaande Amerikaanse streamingdienst Paramount+. De eigenaar van Paramount+, Paramount Global, heeft haar aanbod gebundeld met dat van Comcast om SkyShowtime op te zetten.

## Geschiedenis
In 2021 was Paramount Global's Amerikaanse streamingdienst Paramount+ beschikbaar in Australië, Canada, Latijns-Amerika, het Midden-Oosten (als betaalde tv-zender), de Noorse landen en de Verenigde Staten.
In augustus 2021 kondigde Comcast aan dat het een overeenkomst had bereikt met Paramount Global om een gezamenlijke streamingdienst genaamd SkyShowtime te lanceren, die de programmering van de twee bedrijven zou combineren. De dienst zal naar verwachting beschikbaar zijn in 22 Europese landen.
In februari 2022 kreeg SkyShowtime volledige wettelijke goedkeuring.

## Content
SkyShowtime omvat voornamelijk films en series uit de catalogus van Paramount Global, Sky en NBCUniversal. Hieronder valt content van Universal, DreamWorks, Sky, Peacock, Nickelodeon, Showtime, Paramount+ en Paramount Pictures.

## Lancering
De streamingdienst lanceerde als eerste in de Noorse landen op 20 september 2022, waar het Paramount+ vervangen heeft. Op 25 oktober 2022 kwam SkyShowtime naar Nederland en Portugal. In Nederland werd de komst van de streamingdienst anderhalve week later gevierd met een officiële lancerings ceremonie in het Transformatorhuis, Westerpark (Amsterdam), op 4 november. De rode loper affaire werd opgeluisterd door de aanwezigheid van meerdere film- en televisiesterren uit zowel binnen- als buitenland.
| Lanceringsdatum   | Land/territorium      |
| ----------------- | --------------------- |
| 20 september 2022 | Denemarken            |
| 20 september 2022 | Finland               |
| 20 september 2022 | Noorwegen             |
| 20 september 2022 | Zweden                |
| 25 oktober 2022   | Nederland             |
| 25 oktober 2022   | Portugal              |
| 14 februari 2023  | Albanië               |
| 14 februari 2023  | Bosnië en Herzegovina |
| 14 februari 2023  | Bulgarije             |
| 14 februari 2023  | Tsjechië              |
| 14 februari 2023  | Noord-Macedonië       |
| 14 februari 2023  | Kroatië               |
| 14 februari 2023  | Kosovo                |
| 14 februari 2023  | Polen                 |
| 14 februari 2023  | Hongarije             |
| 14 februari 2023  | Montenegro            |
| 14 februari 2023  | Roemenië              |
| 14 februari 2023  | Servië                |
| 14 februari 2023  | Slowakije             |
| 14 februari 2023  | Slovenië              |
| 28 februari 2023  | Andorra               |
| 28 februari 2023  | Spanje                |